# Hurrungane
Hurrungane (eller Hurrungene, Hurrungadn, Horungane m.m.) er et fjeldområde på grænsen mellem Luster og Årdal kommuner i Vestland fylke i Norge. Området ligger i den sydvestlige del af Jotunheimen og inkluderer Skagastølstindane, Styggedalstinderne, Dyrhaugstindane, Maradalstindane, Austanbotntindane, Soleibotntindane med flere.
Området har mange af de vildeste toppe i Norge og har 23 toppe på over 2.000 moh. Mange af toppene kan kun nås ved fjeldklatring eller vandring på isbræ, men der er også nogle der er lettere tilgængelige.
Hurrungane har dale som i hovedsagen går nord-syd. De største dale er Skagadalen, Ringsdalen, Gravdalen, Stølsmaradalen, Midtmaradalen, Maradalen. Hurrungane er afgrænset af Utladalen mod syd og øst, af Helgedalen og Bergsdalen mod nord og Berdalsbandet mod vest.
En række mindre, alpine isbræer ligger i området. De største er Jervvassbræen, Styggedalsbræen, Skagastølsbræen, Ringsbræen, Berdalsbræen, Stølsmaradalsbræen, Midtmaradalsbræen, Slingsbybræen og Maradalsbræen.

## Friluftsliv
Et udgangspunkt for ture i Hurrungane er Turtagrø, 884 moh, ved rigsvej 55 nord for Hurrungane. Her ligger Turtagrø hotel, et hotel med lange traditioner som samlingssted for fjeldsport og klatring. På Turtagrø er det muligt at leje fjeldfører fra Norgesguiderne til bestigning af toppe i området.
Den Norske Turistforening har to hytter i området: Skagastølsbu, 1.758 moh., kendt som "Hytta på Bandet" og Stølsmaradalen, 845 moh. En mærket sti går fra Turtagrø gennem Skagadalen op til Bandet.

## Fjelde i Hurrungane
De de højeste toppe i området er
- Storen (Skagastølstindane, Store) (2405 moh.)
- Styggedalstindane, Store (2387 moh.)
- Jervvasstind(Gjertvasstind) (2351 moh.)
- Sentraltind (2348 moh.)
- Vetle Skagastølstind (2340 moh.)
- Midtre Skagastølstind (2284 moh.)
- Skagastølsnebbet (2222 moh.)
- Store Austanbotntind (2202 moh.)[2]